# Есон (митологија)
Есон (грч. Αἴσων) је у грчкој митологији био син Кретеја, оснивача Јолка и његове супруге Тиро. 

## Митологија
Био је отац Јасона (Есонид) и Промаха, али се име његове супруге разликује зависно од аутора; помињу се Полимеда, Алкимеда, Амфинома, Полифема, Полимела, Арна и Скарфа. Његов полубрат по мајци, Пелија, искључио га је из наследства престола у Тесалији. Плашећи се за свог сина Јасона, Есон га је, одмах по рођењу, дао мудром кентауру Хирону на планини Пелион, где су га одгајили Хирон, његова супруга Харикло и мајка Филира. Како би себи осигурао престо, Пелија је Јасона, када је одрастао, послао са Аргонаутима, али када је чуо да се они враћају, покушао је силом да се ослободи Есона, али је уместо тога сам окончао свој живот. Према Диодору, натерао је свог брата да попије воловску крв и тако изврши самоубиство, када је добио дојаву да је експедиција Аргонаута пропала. У Овидијевим „Метаморфозама“, Есон је доживео повратак Аргонаута и Медеја га је подмладила са тим да се у миту нигде не помиње његова каснија смрт, што указује да је можда постао бесмртан.